# Nothoadmete
Nothoadmete is een geslacht van weekdieren uit de klasse van de Gastropoda (slakken).

## Soorten
- Nothoadmete antarctica (Strebel, 1908)
- Nothoadmete consobrina (Powell, 1951)
- Nothoadmete delicatula (E. A. Smith, 1907)
- Nothoadmete euthymei (Barnard, 1960)
- Nothoadmete harpovoluta (Powell, 1957)
- Nothoadmete tumida Oliver, 1982